# Saint-André-d’Huiriat
Saint-André-d’Huiriat ist eine französische Gemeinde mit 671 Einwohnern (Stand: 1. Januar 2022) im Département Ain in der Region Auvergne-Rhône-Alpes; sie gehört zum Arrondissement Bourg-en-Bresse und zum Kanton Vonnas.

## Geographie
Saint-André-d’Huiriat liegt in der Landschaft Bresse, etwa elf Kilometer südöstlich von Mâcon und etwa 24 Kilometer westlich von Bourg-en-Bresse.
Umgeben wird Saint-André-d’Huiriat von den Nachbargemeinden Laiz im Norden, Biziat im Osten, Saint-Julien-sur-Veyle im Südosten, Illiat im Süden sowie Cruzilles-lès-Mépillat im Westen.

## Bevölkerungsentwicklung
| Jahr                       | 1962 | 1968 | 1975 | 1982 | 1990 | 1999 | 2006 | 2012 | 2021 |
| Einwohner                  | 410  | 366  | 317  | 334  | 368  | 402  | 497  | 539  | 675  |
| Quellen: Cassini und INSEE |      |      |      |      |      |      |      |      |      |

## Gemeindepartnerschaft
Über den Gemeindeverband besteht eine Partnerschaft mit der deutschen Gemeinde Straubenhardt in Baden-Württemberg.

## Sehenswürdigkeiten

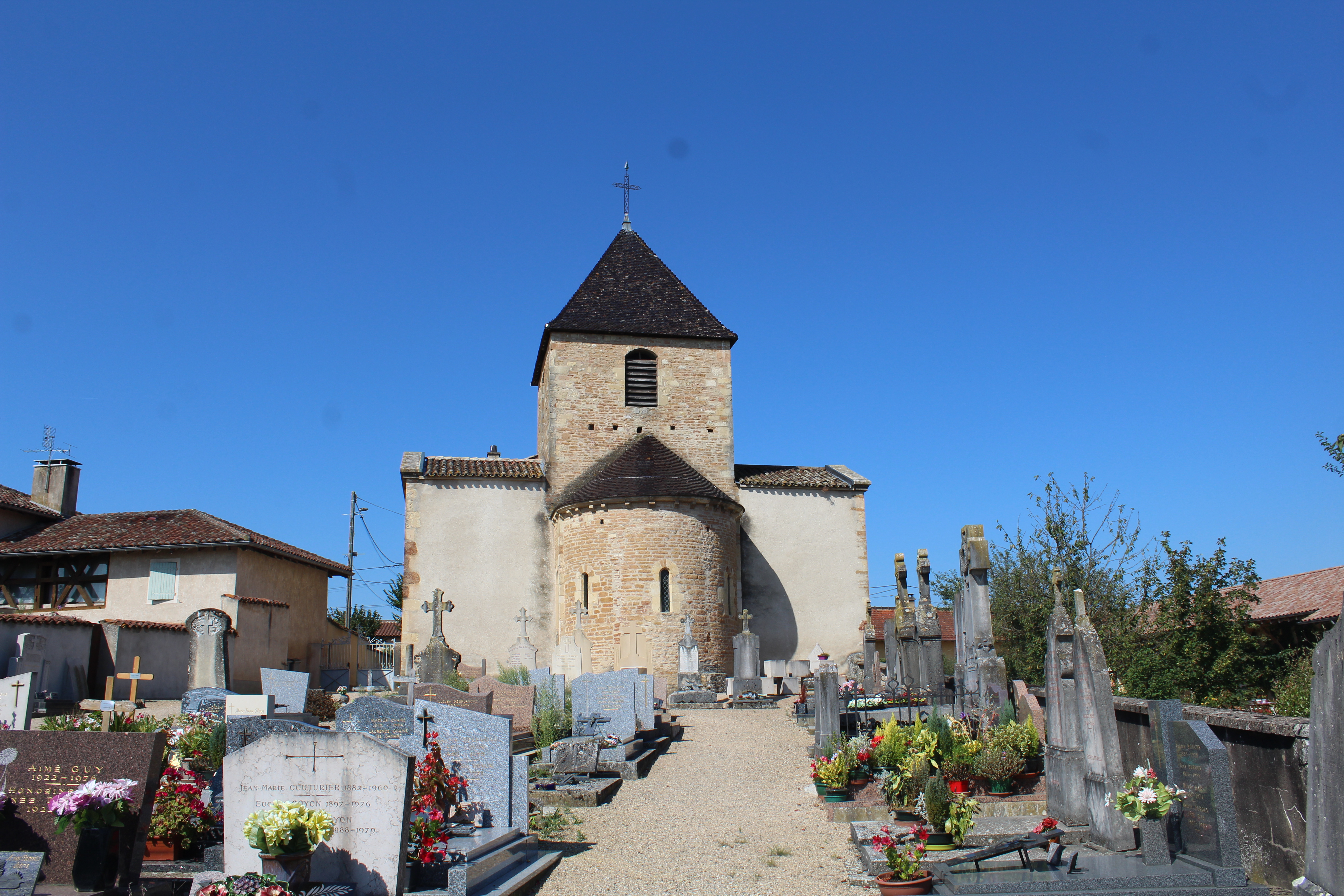
Kirche Saint-André, Monument historique seit 1947
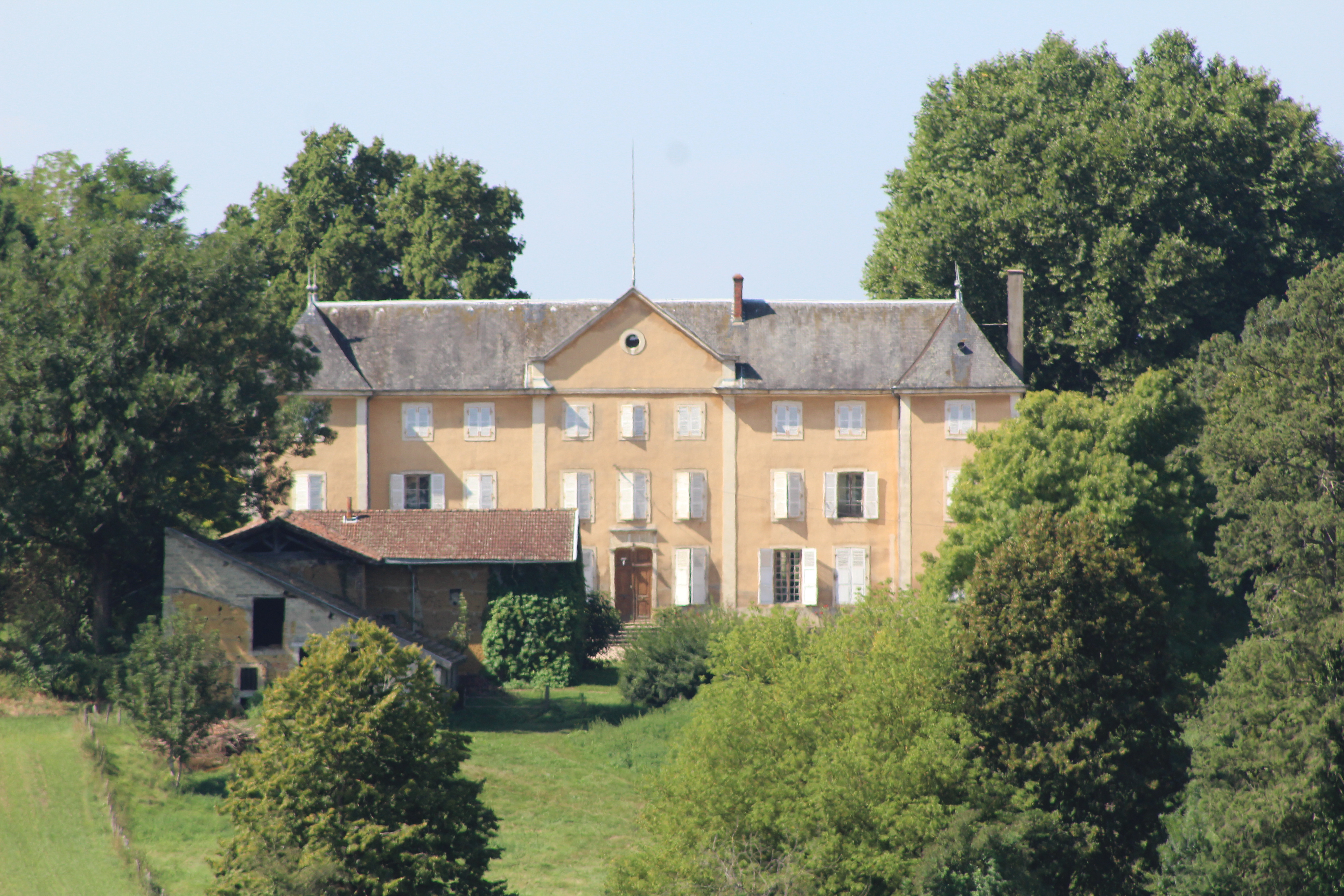
Schloss La Falconnière aus dem 18. Jahrhundert
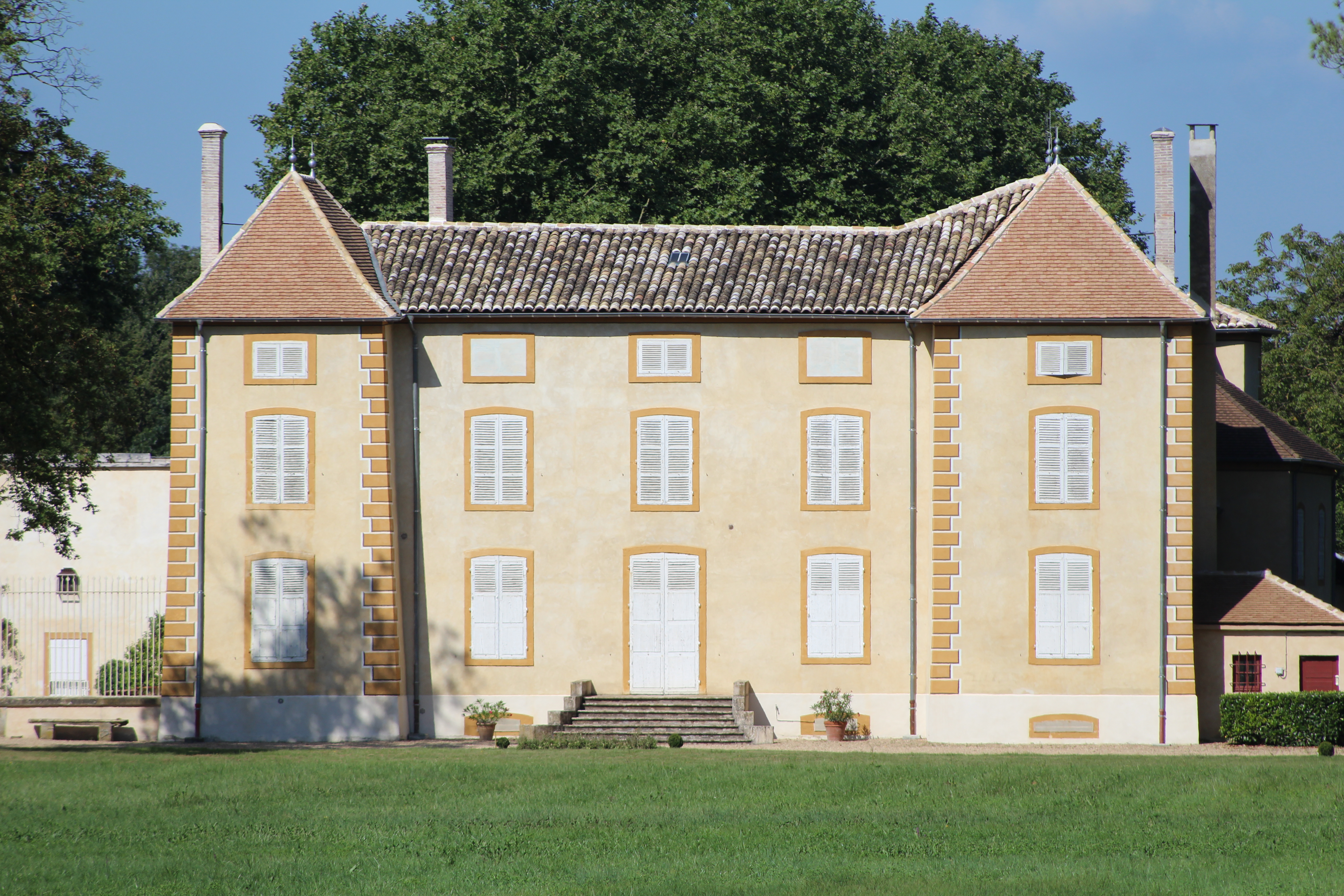
Schloss La Falconnière
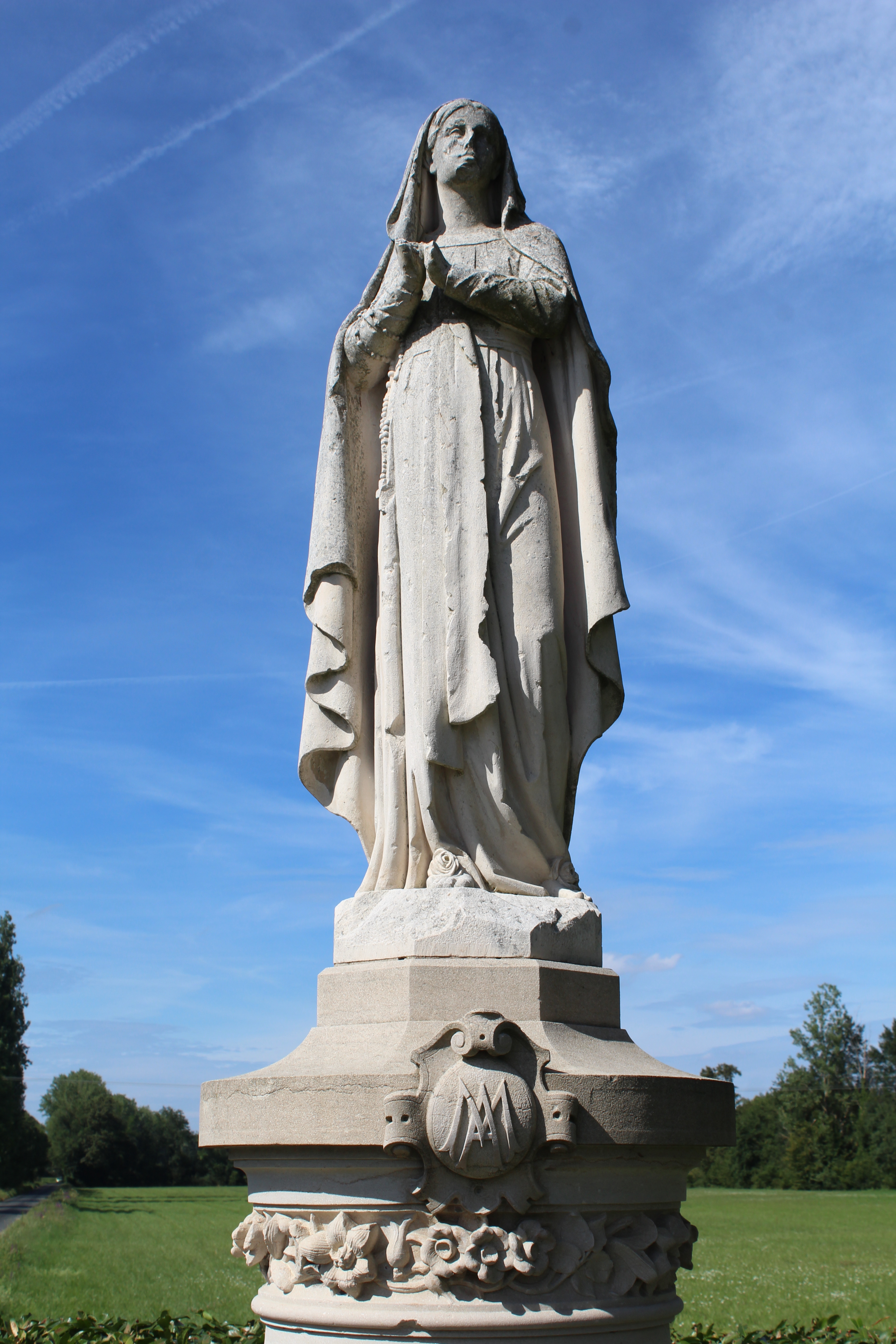
Marienstatue
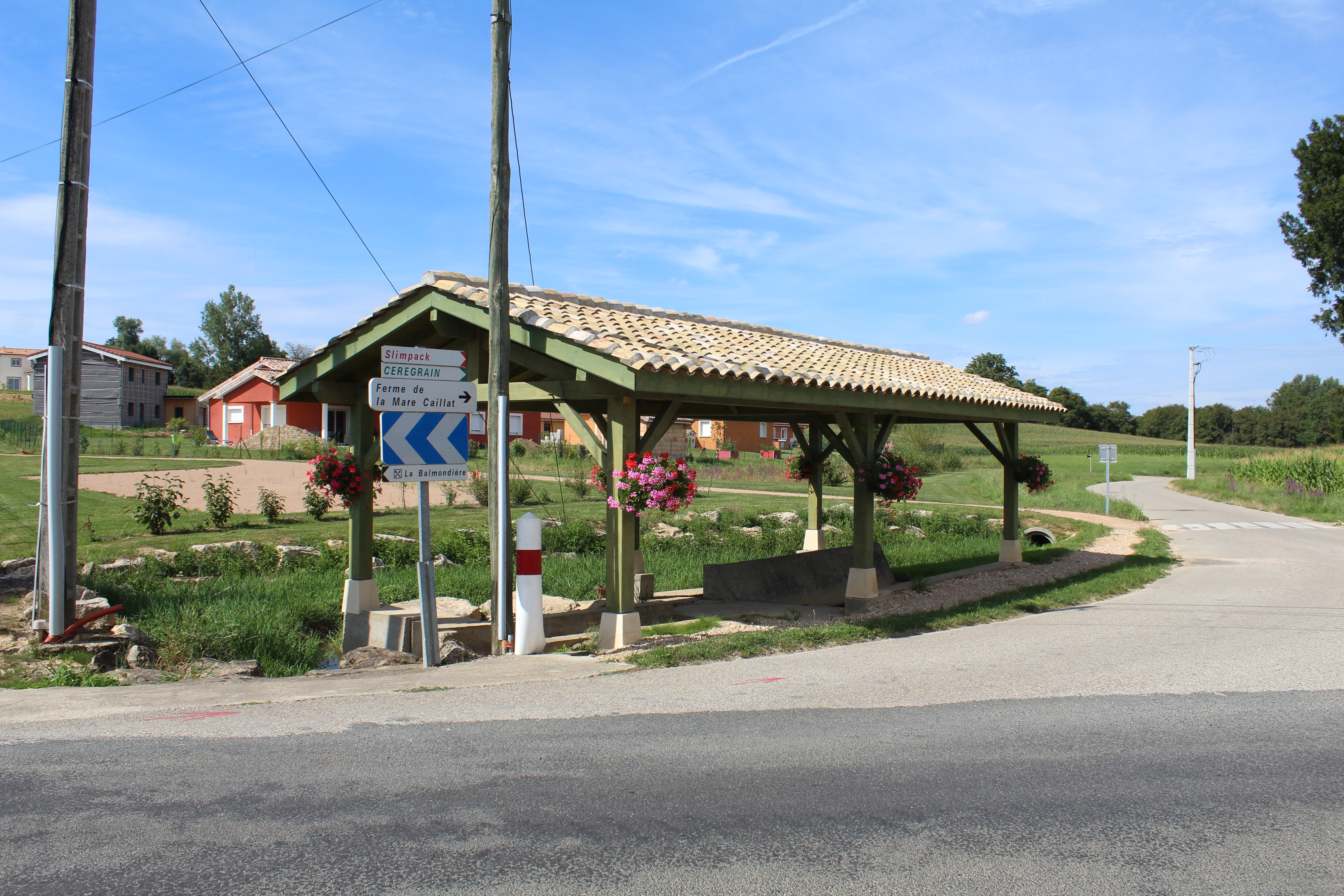
Lavoir
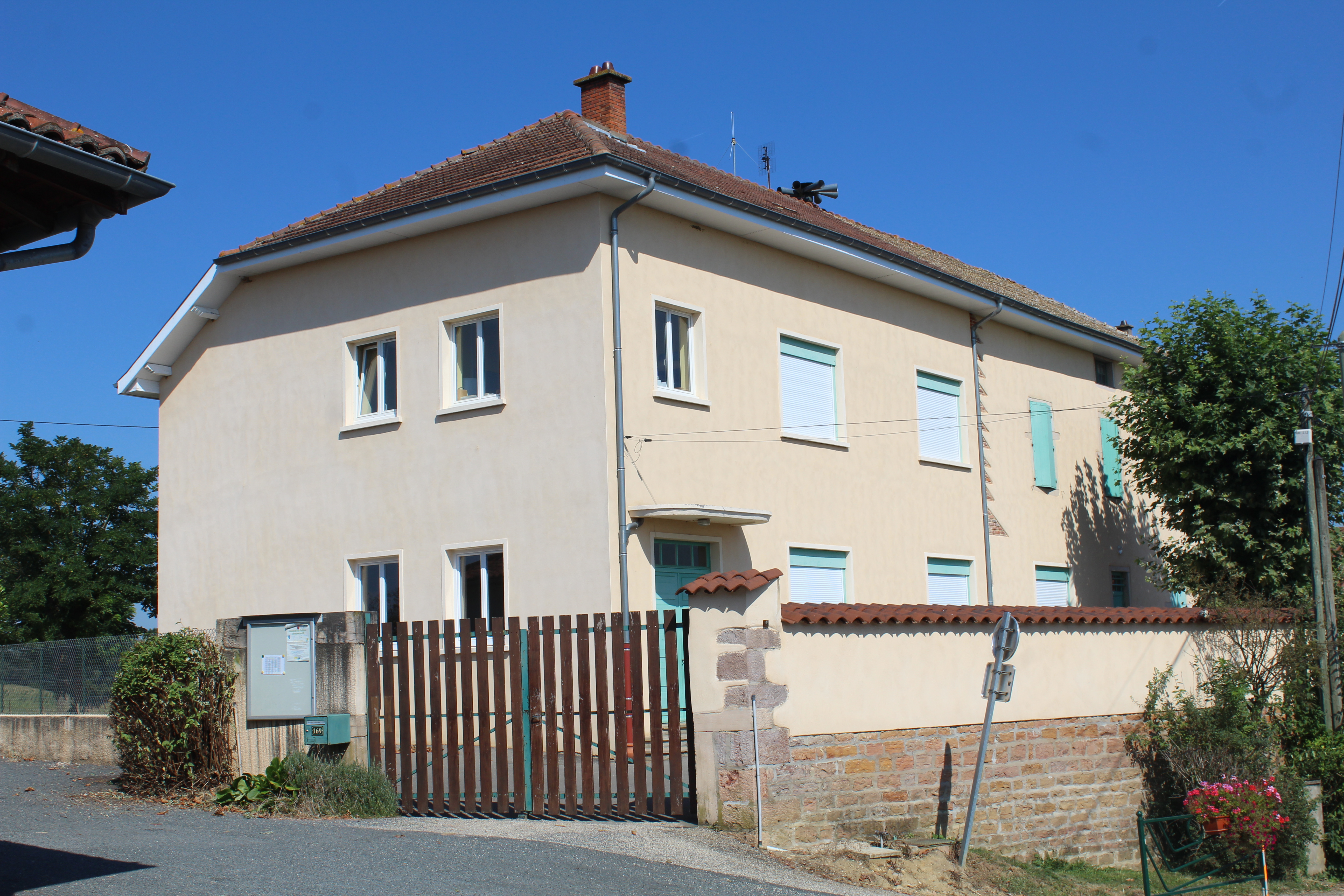
Schule
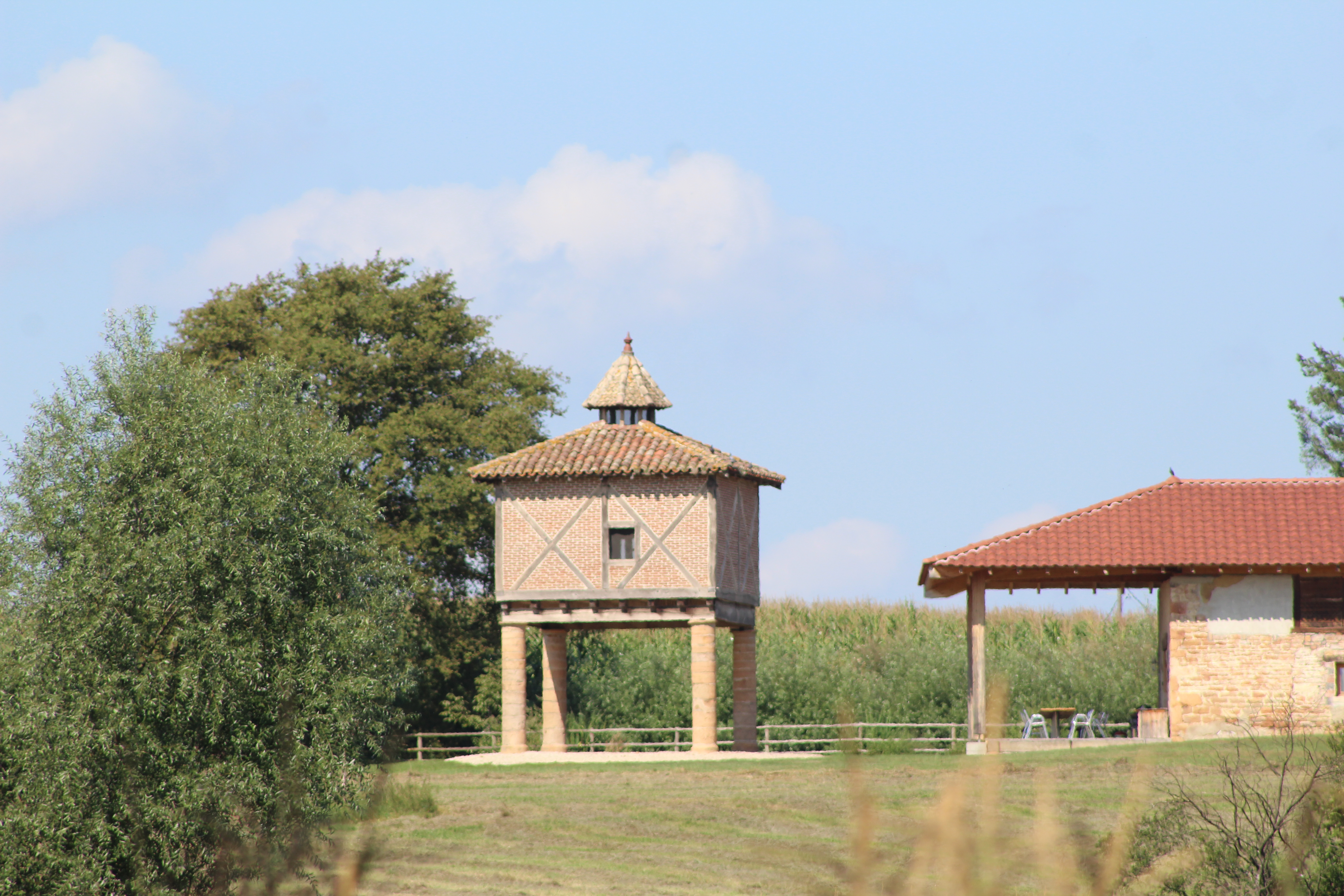
Taubenturm
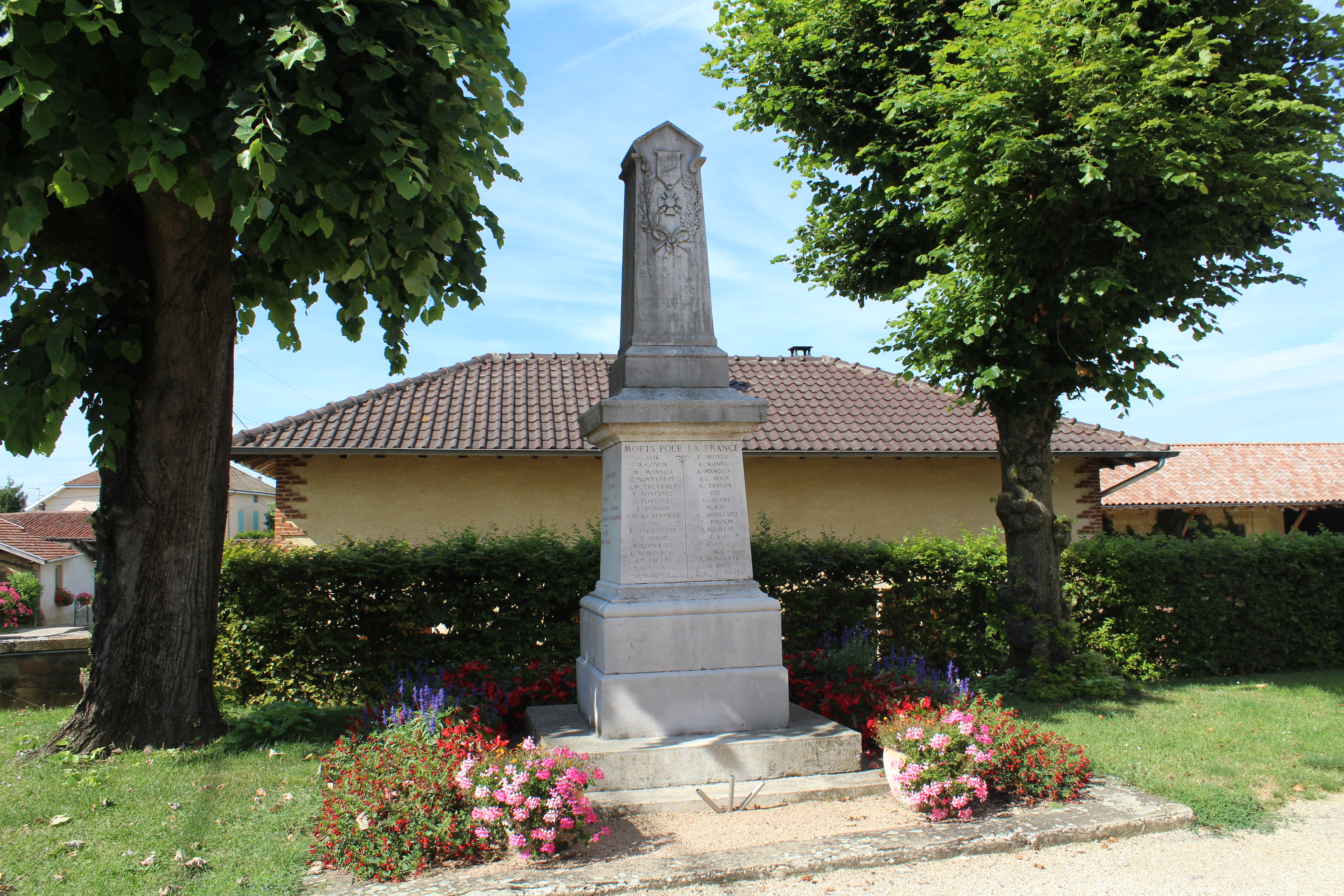
Gefallenendenkmal

- Schloss Bourdonnel
- Lavoir (ehemaliges öffentliches Waschhaus)

- Kirche
Saint-André
- Schloss
Bourdonnel
- Schloss
La Falconnière
- Marienstatue
- Lavoir
- Schule
- Taubenturm
- Gefallenendenkmal

## Persönlichkeiten
- Robert Alban (* 1952), Radrennfahrer